# Ionische Inseln
Die Ionischen Inseln (griechisch Ιόνια Νησιά Iónia Nisiá, nach den sieben Hauptinseln im Griechischen häufig auch Eptánisa Επτάνησα oder Eptánisos Επτάνησος genannt, im Deutschen ‚Siebeninseln‘ oder selten ‚Heptanesos‘) sind eine Inselgruppe im Ionischen Meer, die sich vor der griechischen Westküste von Albanien im Norden bis zum Peloponnes im Süden erstreckt. Die nördlichen Inseln (Hauptinseln von Nord nach Süd: Korfu, Paxos, Lefkada, Ithaka, Kefalonia und Zakynthos) bilden die heutige griechische Region Ionische Inseln; Kythira (mit Andikythira) gehört zum Präfekturbezirk Piräus der Region Attika. Zu den Ionischen Inseln werden ferner einige küstennahe Inseln im Süden der Region Peloponnes gezählt.
Der Name hat nichts mit Ionien (griechisch: Ἰωνία oder Ἰωνίη) zu tun, einer klassischen griechischen Landschaft an der Westküste Kleinasiens. Diese wird mit einem Omega ω geschrieben, im Unterschied zu dem Omikron im Namen der Inselgruppe.

## Geschichte
Bis 1797 gehörten die Inseln zur Republik Venedig. Nach der Eroberung Venedigs durch Napoléon Bonaparte gelangten sie unter französische Herrschaft und bildeten 1800 unter russisch-osmanischem Protektorat die Republik der Ionischen Inseln, den ersten griechischen Staat der Neuzeit. Von 1807 bis 1814 standen sie erneut unter napoleonischer Herrschaft, nach dem Sturz Napoleons übernahmen die Briten die Macht über das zunächst „Vereinigte Staaten der sieben Inseln“ genannte Territorium. Unter britischem Protektorat bildeten sich 1817 die innenpolitisch autonomen „Vereinigten Staaten der Ionischen Inseln“. 1864 traten die ionischen Inseln, nach einer Abstimmung im Parlament, dem seit 1830 unabhängigen griechischen Staat bei, dem sie seitdem angehören.

## Kultur

Flagge der Republik der Ionischen Inseln mit venezianischem Markuslöwe. Die Flagge wird als inoffizielle Flagge der Region verwendet

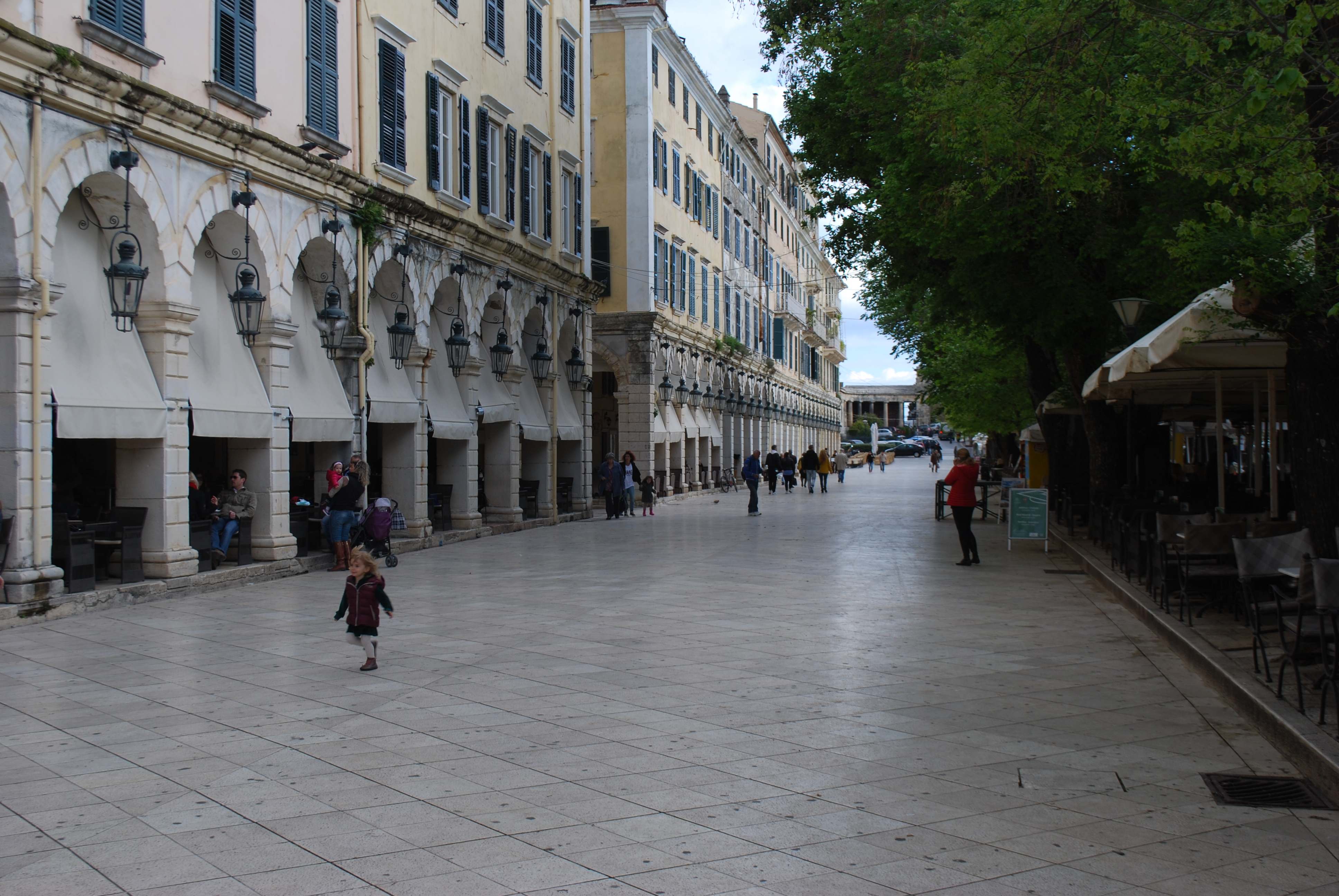
Arkadenstraße „Liston“ auf Korfu, von den Franzosen 1814 errichtet, mit architektonischen Bezügen zur Pariser Rue de Rivoli

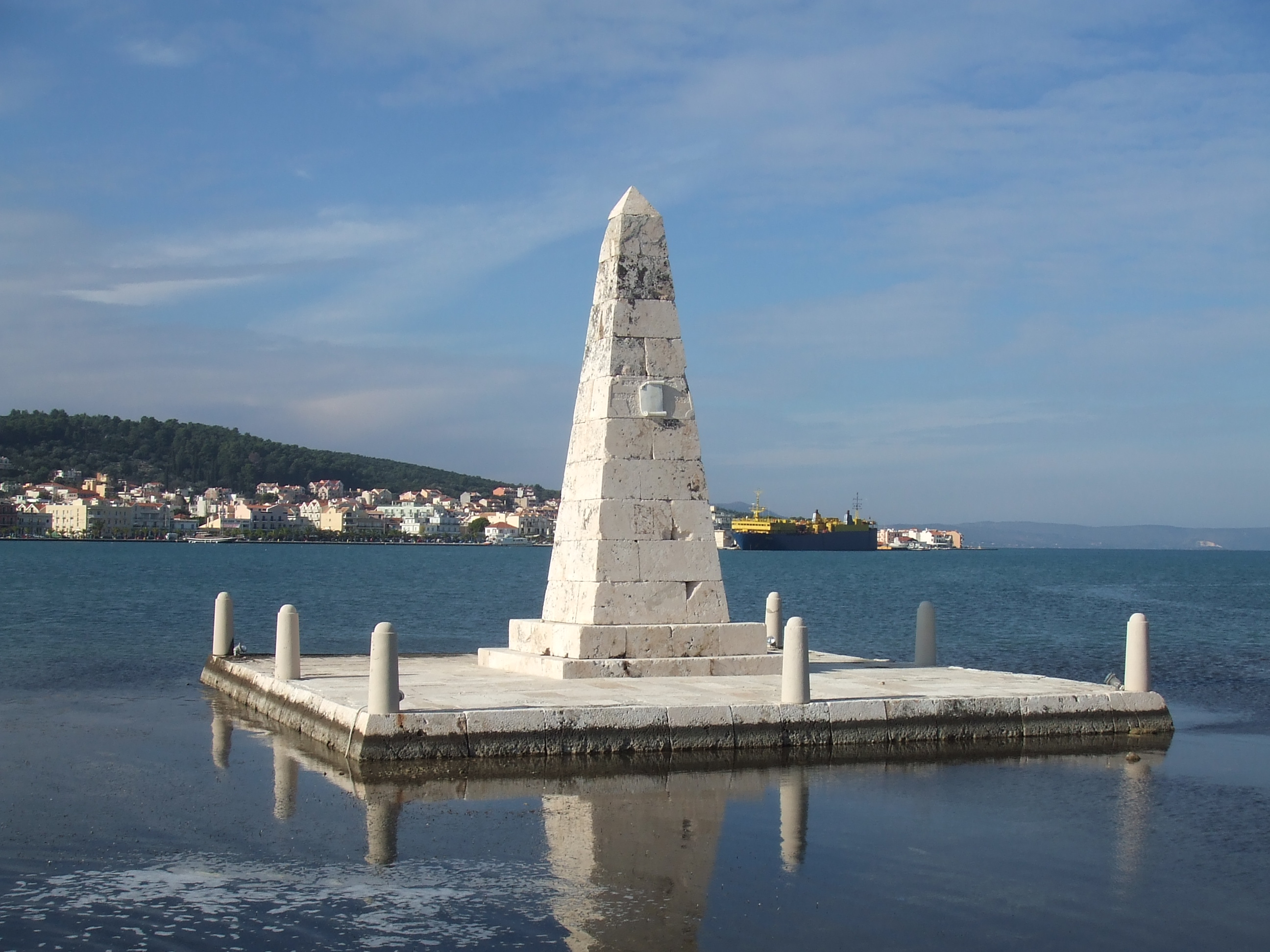
Der Obelisk der De-Bosset-Brücke in Argostoli auf Kefalonia, als Denkmal des britischen Protektorats

Korfu gelangte erst 734 v. Chr. in den griechischen Kulturkreis. Dagegen waren Lefkada, Ithaka, Kefalonia und Zakynthos bereits fester Bestandteil der frühgriechischen Mykenischen Kultur. Später bildeten sie die westliche Grenze des oströmischen Reiches. 
Während der venezianischen Epoche im Mittelalter und der frühen Neuzeit erlebten die Inseln einen regen kulturellen Austausch mit Venedig. Die venetische Sprache wurde bis in die 1950er Jahre auf den Inseln gesprochen und prägte noch lange die lokale Kultur und Traditionen. Die Architektur, Kunst und das Rechtssystem wurden stark von venezianischen Einflüssen geprägt, was sich beispielsweise in den zahlreichen Festungen, Kirchen und Plätzen widerspiegelt.
Als Teil des napoleonischen Frankreichs und später als englisches Protektorat haben diese Epochen ebenfalls ihre Spuren hinterlassen. Während der napoleonischen Herrschaft wurden neue Verwaltungsstrukturen eingeführt, und französische Kultur und Sprache beeinflussten die Inseln. Unter englischer Kontrolle entstanden neue Infrastrukturprojekte, wie der Ausbau des Hafens von Korfu, und die Inseln wurden zu wichtigen Stationen im Mittelmeerraum. Die englische Präsenz ist auch in der lokalen Architektur sichtbar, etwa in einigen Villen und öffentlichen Gebäuden.
Der geografische Einfluss Österreichs zeigte sich vor allem durch den Hafen Triest, der als wichtiger Handelshafen im Kaiserreich Österreich-Ungarn diente. Von dort aus wurden die Inseln mit Mitteleuropa verbunden, was den kulturellen Austausch förderte. Zahlreiche Konservatorien und Musikschulen auf den Inseln zeugen bis heute von der Bedeutung der klassischen Musik in der Region. Besonders hervorzuheben sind die ionische Musikschule und die sogenannte Ionischen Schule, die national und international bekannt wurde. Bekannte Kompositionen wie die Olympische Hymne und die Hymne an die Freiheit, die heute die griechische Nationalhymne ist, stammen aus diesem kulturellen Kontext und spiegeln die musikalische Tradition der Region wider.
Diese Vielschichtigkeit macht die Region der Ionischen Inseln heute einzigartig und lebendig.

## Geographie
Zur Region Ionische Inseln gehören
der Regionalbezirk Kerkyra mit
den Diapontischen Inseln, darunter Othoni, Errikousa und Mathraki
Korfu (gr. Κέρκυρα – Kerkyra) und umliegenden kleinen Inseln, darunter
Pondikonisi
Vido
Lazareto
der Inselgruppe Paxi, darunter Paxos und Andipaxos
der Regionalbezirk Lefkada mit
Lefkada
den Tilevoides, darunter
Skorpios
Meganisi
Kalamos
Kastos
der Regionalbezirk Kefalonia mit
Kefalonia
der Regionalbezirk Ithaka mit
Ithaka
Arkoudi
Atokos
Die Echinaden vor der Acheloos-Mündung, darunter Oxia, verteilen sich auf die Bezirke Kefalonia und Ithaka.
der Regionalbezirk Zakynthos mit
Zakynthos und den
Strofaden
Zur Region Peloponnes gehören
im Regionalbezirk Messenien
die Inselgruppe der Inousses mit Sapientza, Schiza und Venetiko
im Regionalbezirk Lakonien
Elafonisos
Zur Region Attika im Regionalbezirk Inseln gehören
Kythira
Andikythira
Zur Republik der Ionischen Inseln gehörte offiziell bis 1914 die Insel Sason, die heute Sazan heißt. Sie liegt jedoch in der Adria. Im Ersten Weltkrieg wurde die Insel von Italien besetzt und ging danach an Albanien.
Mit dem Projekt Flora Ionica erforscht seit 1985 die Universität Wien die Flora der Inseln. 

### Archäologie
- Catherine Morgan: The Central Ionian Islands, in: Irene S. Lemos, Antonios Kotsonas (Hrsg.): A Companion to the Archaeology of Early Greece and the Mediterranean, 2 Bde., Bd. 2, John Whiley & Sons, 2020, ISBN 1118770196, S. 869–882.

### Geschichte
- Ruthy Gertwagen: Venice's policy towards the Ionian and Aegean Islands 1204–1423, in: The International Journal of Maritime History (2014), S. 1–20. (academia.edu)
- Elias Kolovos: The Ottoman-Venetian Frontier of the Ionian Islands (Late Fifteenth to Late Seventeenth Century), in: Ο Νέος Ελληνισμός, οι κόσμοι του και ο κόσμος: αφιέρωμα στην Όλγα Κατσιαρδή-Hering (Der neue Hellenismus, seine Welten und die Welt: eine Hommage an Olga Katsiardi-Hering), 2021, S. 413–427. (academia.edu)
- Ionian Islands. History and Civilization of the Ionian Islands, Athen 2007.
- Evangelia Skoufari: La Chiesa ortodossa nelle Isole Ionie. Un bilancio sulla storiografia greca, in: Giuseppe Gullino, Egidio Ivetic (Hrsg.): Geografie Confessionali. Cattolici e ortodossi nel crepuscolo della Repubblica di Venezia (1718–1797), Franco Angeli, Mailand 2009, S. 159–185. (academia.edu)
- Marco Folin: Spunti per una ricerca su amministrazione veneziana e società ionia nella seconda metà del Settecento, in: Studi Veneti offerti a Gaetano Cozzi, Il Cardo, Venedig 1992, S. 333–347. (online, PDF)